# 查尔斯·米尔斯·盖利
英語：，直译：「Charles Mills Gayley」/ˈtʃɑːlz mɪlz ˈɡeɪli/ (1858年2月22日—1932年7月25日），在1889年秋至1932年7月间，擔任加州大学伯克利分校英语、古典学教授和学术院长。

## 生平
查尔斯在父母在中国传教期间出生于上海，是爱尔兰裔美国长老会传教士萨缪尔 盖利（Samuel Rankin Gayley）牧师之子。
1862年，其父盖利牧师在登州附近传教，当地霍乱爆发，盖利牧师不顾危险仍然施治救人，不幸感染霍乱而死，年仅34岁，葬于毓璜顶。
不久，查尔斯随母亲萨拉移居爱尔兰，在布莱克希斯学校和贝尔法斯特皇家学院接受教育。查尔斯的继父安德鲁-布朗牧师是爱尔兰霍利蒙长老会教会的牧师。
查尔斯在密歇根大学就读获得博士学位，并在毕业后短暂地担任英语和拉丁语助理教授。在密歇根大学期间，他创作了密歇根大学的校歌《黄色和蓝色》和《Laudes atque Carmina》，同时对莎士比亚和诗歌产生了浓厚的兴趣。
此后他前往德国黑森-达姆施塔特大学（Giessen）留学一年（主修德语、中世纪欧洲史和法国近代史）。在德国快到一年时，他接受邀请到加州任教，他看到了邀请后十分钟不到就决定去加州了。
在伯克利大学，他成为了一位作家、学者、演说家和广受赞誉的文学评论家，他曾任大学考官、英语系主任、学院院长、牛津大学客座教授，还曾任伯克利商业银行董事。他的讲座十分受欢迎以至于偶尔会被搬到室外的希腊剧场举行以容纳满场的学生和客人。
查尔斯在加州大学期间对学校发展贡献良多。他主持扩大了文学院、商学院、建立长老厅、Stephens Union（以牛津大学联盟为蓝本）、将Psi Upsilon带到伯克利，并成立学生志愿者救护队等。
1895年，盖利博士创作了一首著名的歌曲《金熊》（Golden Bear），开头是 "哦，你见过蓝色的天，蓝色的天"，以纪念大学派出的第一支田径队胜利归来。这首歌促成了 "金熊 "被选为田径队的吉祥物。作为一名坚定的爱国者，盖雷在第一次世界大战期间，也被认为是大学乃至整个西部地区的主要战争舆论领袖。
盖雷与萨利-皮克特-哈里斯（Sallie Pickett Harris）结婚，她是密歇根州第二任新教圣公会主教塞缪尔-史密斯-哈里斯（1841-1888）的女儿。盖利第一次与莎莉跳舞是在1888年的密歇根安阿伯"青年舞会 "上，当时他们的订婚传闻已经传开了。当他们再次相遇时，是在1890年Lois Angell和Andrew McLaughlin的婚礼上，盖雷发誓说 "他要娶那位年轻的女士为妻"。一年后，两人举行了婚礼。参加宗教结合仪式的主持者之一是密歇根大学校长安格尔的儿子詹姆斯-R-安格尔，后来的耶鲁大学校长。
1892年11月27日，盖利在伯克利的圣马可圣公会教堂接受坚信礼。他立即开始协助读经、讲经，偶尔也会带领整个礼拜。当事先知道盖利要读经课时，大学的学生们纷纷涌向圣马可教堂。他的宗教信仰简单而深刻。几乎人人都知道他并谈论他的讲座。盖雷创办了伯克利坎特伯雷俱乐部，作为讨论将基督教原则应用于日常生活的论坛；他的学术课程《英国文学中的圣经》被学生和他自己认为是学生和他的主要乐趣。他被人称为像园丁一样，使植物在字面上和图式上都能生长。他的友谊天赋是包罗万象的，从最卑微的人到最崇高的人都可以称他为朋友。
1932年7月2日，盖雷在睡梦中去世，葬礼在他的家中举行。
1943年，前学生Bejamin P. Kurtz撰写了他的传记《Charles Mills Gayley: The Glory of a Lighted Mind》.

## 早年
盖雷是塞缪尔-兰金-盖利牧师和萨拉-索菲亚-米尔斯（梅理士的妹妹）的长子。
通过他的外祖母，盖雷可以通过托马斯-罗杰斯（Thomas Rogers）追溯到五月花号上的祖先，他的父亲是一个苏格兰-爱尔兰农民的儿子，由于马铃薯饥荒而移民到美国。
盖雷的父亲盖利听到呼召成为了中国的传教士，尽管有人警告说他的体质可能经不起这样的条件，但他还是去了中国。
1856年8月，他父母两人结婚，两个月后的10月起航前往中国。
第二年，在乔治-华盛顿的生日纪念日，查尔斯-米尔斯出生了，以他的舅舅的名字命名得名查尔斯。
盖雷早年在上海度过了他的童年，一家人在上海与炎热、疾病和太平天国的叛乱作斗争。他的父母都曾多次得过痢疾和霍乱。
1860年11月，查尔斯的弟弟安德鲁因痢疾去世，年仅一岁，也是在他的妹妹范尼出生前三周。
1861年，一家人决定搬到北方去，希望能有一个比较好的天气。
由于美国内战威胁到了外国传教士的资助，盖利牧师为他们争取到了去登州的船票，在那里建立了一个新的传教所。
在这里，他们一家在这里生活、传教了一段时间。
1862年霍乱再次来袭，盖利牧师在医治病人和掩埋死尸中染病，随后死去，其妹妹也在次间病殁。
查尔斯和他的母亲离开中国，打算尊重父亲的遗愿扬帆去美国。但由于内战仍在肆虐，查尔斯的母亲萨拉决定先启程去爱尔兰，去告慰亡夫的家人。
抵达后，她发现丈夫的父母都已去世，她的婆婆在儿子去世的消息传到爱尔兰前几天就去世了。
她的小舅子收留了她，不久她就接受了查尔斯父亲的一个表弟安德鲁-布朗牧师的求婚。新的家庭在霍利蒙的布朗教堂定居下来。

## 教育
9岁时，盖雷被送到伦敦的布莱克希斯私立学校接受教育，16岁时，他进入贝尔法斯特皇家学院学习，他在英语和古典文学方面都很出色，以优异的成绩毕业，并在剑桥大学获得了一个奖学金名额。
盖雷打算像他的父亲和继父一样，学习成为一名长老会神职人员。他的大伯父的到来改变了他的志向，宣称查尔斯作为美国公民，应该在美国接受教育。
在母亲最终同意后，盖雷离开爱尔兰去了密歇根大学，在那里学习法律，盖雷在拉丁文和希腊文方面再次取得了优异的成绩，但现在他对莎士比亚产生了浓厚的兴趣。
在参加了一场《罗密欧与朱丽叶》的演出后，盖雷发现这部作品以一种以前没有的方式打动了他，他开始阅读和重读完整的作品，并参加了一场又一场的演出。
他的精力和能力使他在1878年被任命为穆斯克冈中学的校长。2年后，盖雷回到密歇根大学担任拉丁文教师。
盖雷在密歇根大学拉丁文班的毕业生包括Arba Seymour Van Valkenburgh和Walter Miller，他们在回忆起盖雷的老师时说："很难决定盖雷在拉丁文方面是否是比英语更好的老师。他在这两方面都是至高无上的。而他在教拉丁语的时候，是一位伟大的英语教师。"
1884年，盖雷被任命为拉丁语助理教授，他的教学能力得到了认可和奖励。尽管拉丁文教授的职业生涯已经为他谋划好了，但盖雷还是急于追求他对诗歌的兴趣。
1886年，他成功地在《大西洋月刊》上发表了一首诗，并被录用。他还在一次为密歇根州写大学歌曲的比赛中出人意料地获奖，他的作品《黄与蓝》获得了10美元的奖金。
每到暑假，盖雷就回到爱尔兰，对爱尔兰的事情发表热情洋溢的演讲。
在他的一次赞扬格莱斯顿的《地方自治法案》的演讲受到好评后，盖雷被安排在伦敦与爱尔兰自由主义者会面。
在这里，盖雷遇到了托马斯-鲍尔-奥康纳（Thomas Power O'Connor），两人一拍即合，盖雷同意在1886年夏天到爱尔兰各地去演讲，这让他的继父和表兄弟们大为吃惊。
1901年6月获格拉斯哥大学名誉法学博士（DLL）。
1904年，盖利与克莱门特-卡尔霍恩-杨（Clement Calhoun Young）一起出版了《英国诗歌的原则和进展》（The Principles and Progress of English Poetry），该书由麦克米伦公司出版发行。为了纪念他，加州大学伯克利分校和洛杉矶分校的街道都以他的名字命名。

## 著作
- 英国文学经典神话
- 英语喜剧典型（Representative English Comedyies）, vol. I. 1903, [5] vol. II. 1913, vol. III. 1914
- 伯利恒之星，1903年
- 人民的诗歌。民谣、英雄主义歌曲和国歌，与马丁-弗拉赫蒂（Martin C. Flaherty）合作，1903年
- 英国诗歌的原则和进展，1904年，与克莱门特-卡尔霍恩-杨的《英国诗歌的原则和进展》，1904年
- 我们祖先的戏剧，1907年
- 教育偶像，1910年
- 英国文学和艺术中的经典神话，1911年
- 戏剧家博蒙特，1914年
- 莎士比亚和美国自由的奠基者，1917年